# União Nacional Karen

Bandeira da União Nacional Karen.

União Nacional Karen (birmanês:  ကရင် အမျိုးသား အစည်းအရုံး) é uma organização política com um braço armado, o Exército de Libertação Nacional Karen - que afirma representar o povo karen de Mianmar (Birmânia) - este grupo opera no leste montanhoso de Mianmar e possui redes subterrâneas em outras áreas do país, onde o povo karen vive como um grupo minoritário. Na língua karen, essa área é chamada Kawthoolei. Alguns dos karen, liderados principalmente pela União Nacional Karen, travam uma guerra contra o governo central desde o início de 1949. O objetivo da União Nacional Karen no início foi a independência. Desde 1976, o grupo reivindica um sistema federal ao invés de um Estado independente Karen.
Em janeiro de 2012, o governo civil apoiado por militares de Mianmar assinou um acordo de cessar-fogo com a União Nacional Karen em Hpa-An, a capital do Estado de Caim. Aung Min, o ministro das Ferrovias, e o general Mutu Sae Poe, da União Nacional Karen, lideraram as negociações de paz. 